# مينك بيتر
مينك بيتر (بالصينية: 孟克·巴特尔) مواليد 20 نوفمبر 1975 في منغوليا الداخلية، الصين، هو لاعب كرة سلة صيني سابق بدأ مسيرته الاحترافية في سنة 1997. يبلغ طوله 6 قدم 10 3⁄4 بوصة (2.1 م). مثّل منتخب بلاده. شارك في مسابقة كرة السلة في الألعاب الأولمبية الصيفية.

## فرق لعب لها
- بكين دوكز
- دنفر ناغتس
- سان أنطونيو سبرز
- تورونتو رابتورز

## روابط خارجية
- مينك بيتر على موقع IMDb (الإنجليزية)
- مينك بيتر على موقع الاتحاد الدولي لكرة السلة (الإنجليزية)
- مينك بيتر على موقع إن بي أي (الإنجليزية)
- مينك بيتر على موقع سبورتس رفرنس (الإنجليزية)
- مينك بيتر على موقع كرة السلة الأوروبية.كوم (الإنجليزية)
- مينك بيتر على موقع ريلجم (الإنجليزية)
- مينك بيتر على موقع بروبوليرز (الإنجليزية)
- مينك بيتر على موقع سبورتس رفرنس (الإنجليزية)
- مينك بيتر على موقع سبورتس رفرنس (الإنجليزية)
- مينك بيتر على موقع أوليمبيديا (الإنجليزية)